# Sélections olympiques américaines d'athlétisme 1996
Les sélections olympiques américaines d'athlétisme 1996 ont eu lieu du 14 au 23 juin 1996 au Centennial Olympic Stadium d'Atlanta, en Géorgie. La compétition détermine les champions d'athlétisme séniors et juniors des États-Unis, et fait également office de sélection pour les Jeux olympiques de 1996 se déroulant au même endroit du 26 juillet au 7 août 1996.
Certaines épreuves hors stade se déroulent séparément de ces championnats : le 50 km marche le 20 avril 1996 à LaGrange, en Géorgie, le marathon masculin le 17 février 1996 à Charlotte, et le marathon féminin le 10 février 1996 à Columbia. 

## Faits marquants
Le 23 juin 1996, dernier jour des compétitions, Michael Johnson établit un nouveau record du monde du 200 mètres en 19 s 66 (vent favorable de 1,7 m/s), améliorant de six centièmes de seconde l'ancienne meilleure marque mondiale détenue depuis 1979 par l'Italien Pietro Mennea.

## Résultats

### Hommes
| Épreuves | 1er                           | 2e                             | 3e                                |
| --- | ----------------------------- | ------------------------------ | --------------------------------- |
| 100 m Vent : +1,1 m/s | Dennis Mitchell 9 s 92        | Mike Marsh 10 s 00             | Jon Drummond 10 s 02              |
| 200 m Vent : +1,7 m/s | Michael Johnson 19 s 66 (WR)  | Jeff Williams 20 s 03          | Mike Marsh 20 s 04                |
| 400 m | Michael Johnson 43 s 44       | Harry Butch Reynolds 43 s 91   | Alvin Harrison 44 s 09            |
| 800 m | Johnny Gray 1 min 44 s 00     | Brandon Rock 1 min 44 s 64     | José Parrilla 1 min 44 s 86       |
| 1 500 m | Paul McMullen 3 min 43 s 86   | Jim Sorensen 3 min 43 s 88     | Jason Pyrah 3 min 44 s 03         |
| 5 000 m | Robert Kennedy 13 min 46 s 17 | Matt Giusto 13 min 56 s 69     | Ronnie Harris 13 min 57 s 49      |
| 10 000 m | Todd Williams 28 min 46 s 58  | Joe LeMay 29 min 06 s 89       | Dan Middleman 29 min 13 s 81      |
| Marathon | Bob Kempainen 2 h 12 min 45 s | Mark Coogan 2 h 13 min 05 s    | Keith Brantly 2 h 13 min 22 s     |
| 20 km marche | Curt Clausen 1 h 29 min 50 s  | Tim Seaman 1 h 30 min 27 s     | Gary Morgan (en) 1 h 31 min 00 s  |
| 50 km marche | Allen James 3 h 59 min 11 s   | Andrew Hermann 4 h 07 min 52 s | Andrzej Chylinski 4 h 09 min 22 s |
| 110 m haies Vent : +0,9 m/s | Allen Johnson 12 s 92         | Mark Crear 13 s 05             | Eugene Swift 13 s 21              |
| 400 m haies | Bryan Bronson 47 s 98         | Derrick Atkins 48 s 18         | Calvin Davis 48 s 32              |
| 3 000 m steeple | Mark Croghan 8 min 18 s 80    | Robert Gary 8 min 19 s 26      | Marc Davis 8 min 20 s 73          |
| Saut en hauteur | Charles Austin 2,30 m         | Ed Broxterman 2,30 m           | Cameron Wright 2,30 m             |
| Saut à la perche | Lawrence Johnson 5,80 m       | Jeff Hartwig 5,80 m            | Scott Huffman 5,70 m              |
| Saut en longueur | Mike Powell 8,39 m            | Joe Greene 8,34 m              | Carl Lewis 8,30 m                 |
| Triple saut | Kenny Harrison 18,01 m        | Mike Conley 17,57 m            | Robert Howard 17,19 m             |
| Poids | Randy Barnes 21,37 m          | John Godina 21,19 m            | C.J. Hunter 21,07 m               |
| Disque | Anthony Washington 65,86 m    | John Godina 64,58 m            | Adam Setliff 63,23 m              |
| Marteau | Lance Deal 76,00 m            | David Popejoy 74,26 m          | Kevin McMahon 73,58 m             |
| Javelot | Todd Riech 81,86 m            | Tom Pukstys 81,60 m            | Breaux Greer 79,98 m              |
| Décathlon | Dan O'Brien 8 726 pts         | Steve Fritz 8 636 pts          | Chris Huffins 8 546 pts           |
| Records et Performances - AR : Record continental (area record) - CR : Record des championnats (championship record) - MR : Record du meeting (meet record) - NR : Record national (national record) - OR : Record olympique (olympic record) - PR : Record paralympique (paralympic record) - PB : Record personnel (personal best) - SB : Meilleure performance personnelle de la saison (season's best) - WL : Meilleure performance mondiale de l'année (world leader) - WJR : Record du monde junior (world junior record) - WR : Record du monde (world record) Circonstances et Conditions - DNF : N'a pas terminé (did not finish) - DNS : N'a pas pris le départ (did not start) - DQ : Disqualification (disqualification) - NM : Aucun essai valable enregistré (No Mark) - Q : Qualifié « directement » au prochain tour (ou à la prochaine compétition), lors d'une compétition majeure, grâce au classement ou à la réalisation des minima (automatic qualifier) - q : Qualifié au prochain tour (ou à la prochaine compétition), lors d'une compétition majeure, grâce au repêchage ou à la réalisation de l'une des meilleures performances parmi celles des « non qualifiés directement » (grâce au meilleur temps ou à la meilleure distance par exemple) (secondary qualifier) |                               |                                |                                   |

### Femmes
| Épreuves | 1re                            | 2e                             | 3e                               |
| --- | ------------------------------ | ------------------------------ | -------------------------------- |
| 100 m Vent : +1,1 m/s | Gwen Torrence 10 s 82          | Gail Devers 10 s 91            | D'Andre Hill 10 s 92             |
| 200 m Vent : -0,6 m/s | Carlette Guidry 22 s 14        | Dannette Young-Stone 22 s 18   | Inger Miller 22 s 25             |
| 400 m | Maicel Malone 50 s 52          | Jearl Miles 50 s 61            | Kim Graham 50 s 87               |
| 800 m | Meredith Rainey 1 min 57 s 04  | Joetta Clark 1 min 58 s 22     | Suzy Hamilton 1 min 59 s 04      |
| 1 500 m | Regina Jacobs 4 min 08 s 67    | Juli Henner 4 min 09 s 49      | Vicki Huber 4 min 11 s 23        |
| 5 000 m | Lynn Jennings 15 min 28 s 18   | Mary Slaney 15 min 29 s 39     | Amy Rudolph 15 min 29 s 91       |
| 10 000 m | Kate Fonshell 32 min 37 s 91   | Olga Appell 32 min 43 s 79     | Joan Nesbit 32 min 46 s 77       |
| Marathon | Jenny Spangler 2 h 29 min 54 s | Linda Somers 2 h 30 min 06 s   | Anne Marie Lauck 2 h 31 min 18 s |
| 10 km marche | Debbi Lawrence 46 min 05 s     | Michelle Rohl 46 min 37 s      | Victoria Herazo 48 min 12 s      |
| 110 m haies Vent : +0,6 m/s | Gail Devers 12 s 62            | Lynda Goode 12 s 69            | Cheryl Dickey 12 s 76            |
| 400 m haies | Kim Batten 53 s 81             | Tonja Buford-Bailey 53 s 92    | Sandra Farmer-Patrick 54 s 07    |
| Saut en hauteur | Tisha Waller 1,95 m            | Connie Teaberry 1,95 m         | Amy Acuff 1,92 m                 |
| Saut à la perche | Stacy Dragila 4,20 m           | Melissa Price 3,90 m           | Tiffany Smith 3,80 m             |
| Saut en longueur | Jackie Joyner-Kersee 7,04 m    | Shana Williams 6,93 m          | Marieke Veltman 6,88 m           |
| Triple saut | Cynthea Rhodes 14,06 m         | Sheila Hudson 14,05 m          | Diana Orrange 13,84 m            |
| Poids | Connie Price-Smith 19,09 m     | Ramona Pagel 18,60 m           | Dawn Dumble 17,73 m              |
| Disque | Suzy Powell 60,58 m            | Lacy Barnes-Mileham 59,66 m    | Aretha Hill 58,04 m              |
| Marteau | Dawn Ellerbe 58,06 m           | Leslie Coons 57,46 m           | Katie Panek 56,34 m              |
| Javelot | Nicole Carroll 57,58 m         | Windy Dean 57,10 m             | Linda Lipson 56,32 m             |
| Heptathlon | Kelly Blair 6 406 pts          | Jackie Joyner-Kersee 6 403 pts | Sharon Hanson 6 352 pts          |
| Records et Performances - AR : Record continental (area record) - CR : Record des championnats (championship record) - MR : Record du meeting (meet record) - NR : Record national (national record) - OR : Record olympique (olympic record) - PR : Record paralympique (paralympic record) - PB : Record personnel (personal best) - SB : Meilleure performance personnelle de la saison (season's best) - WL : Meilleure performance mondiale de l'année (world leader) - WJR : Record du monde junior (world junior record) - WR : Record du monde (world record) Circonstances et Conditions - DNF : N'a pas terminé (did not finish) - DNS : N'a pas pris le départ (did not start) - DQ : Disqualification (disqualification) - NM : Aucun essai valable enregistré (No Mark) - Q : Qualifié « directement » au prochain tour (ou à la prochaine compétition), lors d'une compétition majeure, grâce au classement ou à la réalisation des minima (automatic qualifier) - q : Qualifié au prochain tour (ou à la prochaine compétition), lors d'une compétition majeure, grâce au repêchage ou à la réalisation de l'une des meilleures performances parmi celles des « non qualifiés directement » (grâce au meilleur temps ou à la meilleure distance par exemple) (secondary qualifier) |                                |                                |                                  |